# Kernkraftwerk Koeberg
Das Kernkraftwerk Koeberg, englisch Koeberg Nuclear Power Station (KNPS), liegt 30 Kilometer nördlich vom Stadtzentrum Kapstadts, in der Metropolgemeinde City of Cape Town an der Westküste von Südafrika.
Das Kraftwerk besteht aus zwei mit Uran betriebenen Druckwasserreaktoren der französischen 900-MWe-Klasse, die nach Plänen von Framatome gebaut wurden. Betreiber ist die südafrikanische Eskom. Koeberg ist derzeit das einzige Kernkraftwerk in ganz Afrika. Es hat eine Nettoleistung von 1800 MW (2 × 900 MW), produziert von den (nach Angra) zweitstärksten Generatoren auf der südlichen Hemisphäre.
Am Standort Koeberg beabsichtigte Südafrika, den Prototyp eines Kugelhaufenreaktors (englisch Pebble Bed Modular Reactor, PBMR) nach deutschem Vorbild zu errichten. Im Jahr 2010 wurde das Projekt jedoch eingestellt, da sich nach dem Rückzug von Eskom und Westinghouse wegen technischer Probleme und zu hoher Baukosten weder Kunden noch Investoren für das Projekt finden ließen.

## Geschichte
Baubeginn war im Jahr 1976,  Reaktorblock 1 wurde, nach einer Bauzeit von fast acht Jahren, erstmals am 14. März 1984 kritisch. Der zweite Block folgte am 7. Juli 1985. Koeberg-1 wurde am 4. April 1984 erstmals mit dem Netz synchronisiert, Koeberg-2 am 25. Juli 1985. Den kommerziellen Leistungsbetrieb nahm Block 1 am 21. Juli 1984 und Block 2 am 9. November 1985 auf.
Während der Bauphase wurden im Dezember 1982 von ANC-Guerillakämpfern trotz scharfer Sicherheitsvorkehrungen vier Bomben auf dem Kraftwerksgelände gezündet.
Im Jahr 2010 wurden weitere bauliche Anlagen im Umfeld des Kraftwerks geschaffen. Auf der Cape Farm 34 in Duynefontein wurden durch die Eskom für das Koeberg Nature Reserve ein Verwaltungskomplex und ein Trainingszentrum errichtet. Für das private Naturschutzgebiet (Eskom Real Estate, ERE) besteht ein Verwaltungsvertrag mit CapeNature. Es umfasst landseitig das Kraftwerksgelände vollständig.
2013 wurde eine 132-kV-Starkstromleitung von der Dassenberg-Substation zum Kraftwerk errichtet.
Im Januar 2022 wurde der Reaktorblock 2 heruntergefahren, um den Brennstoff zu erneuern. Während dieser Pause sollten zusätzlich noch die Dampferzeuger sowie der Reaktordeckel ausgetauscht werden. Im weiteren Verlauf des Jahres sollte auch Block 1 heruntergefahren werden, um auch hier neue Dampferzeuger einzubauen. Der Reaktordeckel wurde bereits zuvor getauscht.

## Störfälle
Am 25. Dezember 2005 wurde beim Anfahren des Reaktors nach Wartungsarbeiten und dem Austausch von Brennelementen der Generator des ersten Blocks schwer beschädigt. Es wurde sofort eine Abschaltung des Reaktors vorgenommen. Im Inneren des Generators wurde ein acht Zentimeter langer Bolzen entdeckt, der normalerweise außen angebracht ist, zunächst ging Eskom davon aus, dass dieser den Ausfall hervorgerufen hatte. Zeitweise sprachen die Medien auch von Sabotage, nachdem sich eine politische Gruppierung zu der Tat bekannt hatte. Der eigentliche Grund der Störung wurde jedoch erst später bekannt. Im Inneren des Generators hatte sich magnetisches Material angesammelt, welches die Isolation des Generators beschädigte. Infolgedessen wurden auch der Rotor und die Leitschaufel beschädigt. In der Folge gab es tagelange Stromausfälle in Kapstadt. Die Reparaturen konnten erst im Mai 2006 beendet werden, da zunächst ein Ersatzrotor mit einem Gewicht von 200 Tonnen aus Frankreich beschafft werden musste.
Durch Ausfälle in Koeberg kam es 2006 immer wieder zu Versorgungsengpässen in der Stromversorgung Südafrikas. Davon betroffen war auch das Nachbarland Namibia, da der Energiebedarf im Spitzenlastbereich 500 MW beträgt, wovon aber nur maximal 382 MW selbst produziert wurden. Deswegen existierte seit 2006 ein Zehnjahresvertrag für die Stromlieferung mit Südafrika. Eskom reagierte auf die instabile Versorgungslage durch die Verteilung von Energiesparlampen.
Zum Schutz der Bevölkerung vor etwaigen schweren Störfällen ist im Radius von fünf Kilometern um das Kraftwerk eine sogenannte exclusion zone eingerichtet worden, die von jeglicher stadtplanerischer Aktivität ausgenommen ist. Teile dieser Zone dienen als privates Naturschutzgebiet. Eine weitere Zone mit 15 Kilometer Radius ist als Evakuierungszone ausgewiesen.

## Daten der Reaktorblöcke
Das Kraftwerk hat insgesamt zwei Blöcke:
| Reaktorblock | Reaktortyp         | Netto- leistung | Brutto- leistung | Baubeginn    | Netzsyn- chronisation | Kommer- zieller Betrieb | Abschal- tung                                         |
| ------------ | ------------------ | --------------- | ---------------- | ------------ | --------------------- | ----------------------- | ----------------------------------------------------- |
| Koeberg-1    | Druckwasserreaktor | 900 MW          | 944 MW           | 1. Juli 1976 | 4. April 1984         | 21. Juli 1984           | 21. Juli 2044                                         |
| Koeberg-2    | Druckwasserreaktor | 900 MW          | 944 MW           | 1. Juli 1976 | 25. Juli 1985         | 9. November 1985        | 9. November 2025, Verlängerung bis 2045 ist in Arbeit |